# Smrtnost povezana sa gojaznošću
Gojaznost je važan faktor rizika za mnoge fizičke i mentalne bolesti. Opšte prihvaćeno gledište je da prekomerna težina uzrokuje slične zdravstvene probleme kao i gojaznost, mada u manjoj meri.

## Kardiologija

### Koronarna arterijska bolest
Gojaznosti je povezana sa kardiovaskularnim bolestima uključujući anginanu i srčanim udarom. Prema jednom izveštaju iz 2002. godine 21% ishemijskih srčanih bolesti su posledica gojaznosti, dok evropski konsenzus iz 2008. godine navodi 35%.

### Kongestivno zatajenje srca
Gojaznost je povezana sa oko 11% slučaja zatajenja srca kod muškaraca i 14% kod žena.

### Visok krvni pritisak
Više od 85% osoba sa hipertenzijom ima BMI veći od 25. Rizik od hipertenzije je pet puta veći kod gojaznih osoba u odnosu na osobe normalne težine. Definitivna veza između gojaznosti i hipertenzije je utvrđena koristeći životinje i kliničke studije, iz čega je zaključeno da postoje višestruki potencijalni mehanizmi za gojaznošću indukovanu hipertenziju. Ti mehanizmi obuhvataju aktivaciju simpatičkog nervnog sistema, kao i aktivaciju renin–angiotenzin–aldosteronskog sistema. Povezanost hipertenzije i gojaznosti je isto tako bila opisana kod dece.

### Abnormalni nivoi holesterola
Gojaznost je povezana sa povećanim LDL holesterolom (lošim holesterolom) i sniženim HDL holesterola (dobrog holesterola).

### Tromboza dubokih vena i plućna embolija
Gojaznost uvećava rizik od venskog tromboembolizma za 2,3 puta.

## Literatura
- King, Lauren K.; March, Lyn; Anandacoomarasamy, Ananthila (1. 8. 2013). „Obesity & osteoarthritis”. The Indian Journal of Medical Research. 138 (2): 185—193. ISSN 0971-5916. PMC 3788203 . PMID 24056594.Review
- Zhao, Lan-Juan; Jiang, Hui; Papasian, Christopher J; Maulik, Dev; Drees, Betty; Hamilton, James; Deng, Hong-Wen (1. 1. 2008). „Correlation of Obesity and Osteoporosis: Effect of Fat Mass on the Determination of Osteoporosis”. Journal of Bone and Mineral Research (на језику: енглески). 23 (1): 17—29. ISSN 1523-4681. PMC 2663586 . PMID 17784844. doi:10.1359/jbmr.070813.
- Guh, Daphne P; Zhang, Wei; Bansback, Nick; Amarsi, Zubin; Birmingham, C Laird; Anis, Aslam H (25. 3. 2009). „The incidence of co-morbidities related to obesity and overweight: A systematic review and meta-analysis”. BMC Public Health (на језику: енглески). 9 (1): 88. ISSN 1471-2458. PMC 2667420 . PMID 19320986. doi:10.1186/1471-2458-9-88.

|  | Molimo Vas, obratite pažnju na važno upozorenje u vezi sa temama iz oblasti medicine (zdravlja). |